# 전기 면도기

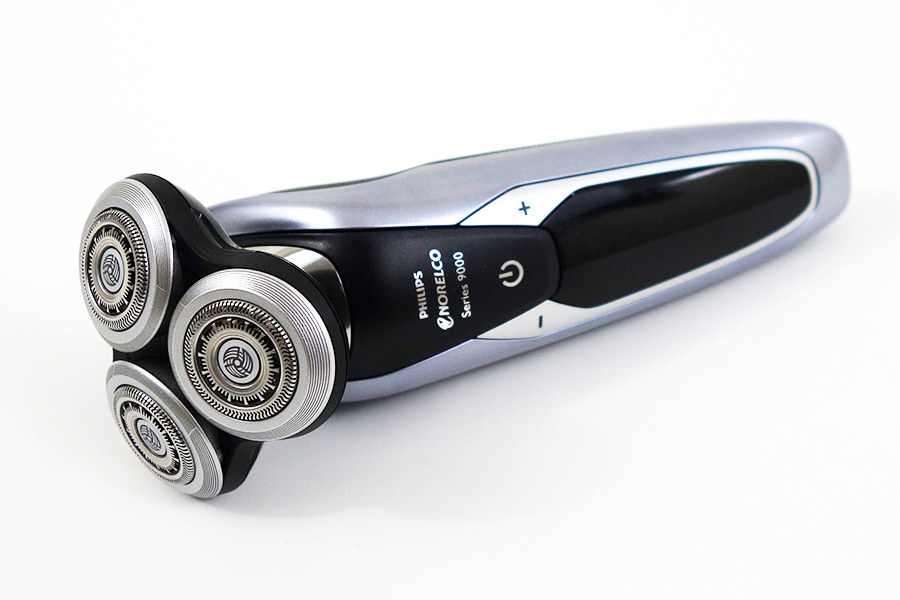

전기 면도기(건식 면도기 또는 간단히 면도기)는 전기로 구동되는 회전 또는 진동 칼날이 있는 면도기이다. 전기 면도기는 일반적으로 면도 크림, 비누 또는 물을 사용할 필요가 없다. 면도기는 배터리 또는 주전원으로 구동되는 소형 DC 모터로 구동될 수 있다. 많은 현대 제품은 충전식 배터리를 사용하여 전원을 공급받는다. 대안으로, AC 활성화 솔레노이드에 의해 구동되는 전기 기계 발진기가 사용될 수 있다. 아주 초기의 일부 기계식 면도기는 전기 모터가 없었고 예를 들어 플라이휠을 구동하기 위해 코드를 당겨 손으로 동력을 공급받아야 했다.
전기 면도기는 포일 또는 회전식의 두 가지 주요 범주로 나뉜다. 사용자는 둘 중 하나를 선호하는 경향이 있다. 많은 최신 면도기는 무선이다. 플러그 충전기로 충전되거나 청소 및 충전 장치 내에 배치된다.

## 역사
전기로 구동되는 면도기에 대한 특허를 최초로 받은 사람은 1898년에 미국 특허 616554를 출원한 뉴욕 토목 기사인 존 프란시스 오루크(John Francis O'Rourke)였다. 최초의 전기 면도기는 1915년 독일 엔지니어 요한 브루커(Johann Bruecker)가 발명했다. 1930년에 최초의 전기 면도기에 대한 특허를 취득한 미국 제조업체 Col. Jacob Schick와 같은 다른 사람들도 그 뒤를 따랐다. 레밍턴 랜드 코퍼레이션(Remington Rand Corporation)은 전기 면도기를 더욱 발전시켜 1937년에 처음으로 전기 면도기를 생산했다. 회전(회전) 전기 면도기의 개념은 네덜란드 필립스 연구소의 알렉상드르 호로비츠(Alexandre Horowitz)가 발명했다. 피부 수준에서 면도기 헤드로 들어가는 모발을 절단하는 커터로 구성된 면도 헤드가 있다. 독일 브라운(Braun) 출신의 롤랜드 울만(Roland Ullmann)은 현대 전기 면도기 개발에 결정적인 역할을 한 또 다른 발명가였다. 그는 면도기에 고무와 금속 요소를 최초로 융합했으며 브라운을 위해 100개 이상의 전기 면도기를 개발했다. 그의 경력 동안 울만은 건식 면도기와 관련하여 100개 이상의 혁신 특허를 출원했다. 주요 제조업체는 몇 년마다 제품의 이발 메커니즘에 대한 새로운 개선 사항을 도입한다. 각 제조업체는 동시에 여러 세대의 절단 메커니즘을 판매하며 각 세대마다 다양한 기능과 액세서리를 갖춘 여러 모델을 다양한 가격대에 도달한다. 절단 메커니즘의 개선 사항은 시간이 지남에 따라 저가형 모델로 격하되는 경향이 있다.